# 加藤峰弘
加藤 峰弘（かとう みねひろ、1965年10月 - ）は日本の経済学者。商学修士。金沢大学教授。専門は金融論。金融学会、証券経済学会、経済学史学会所属。

## 学歴
- 1989年3月 - 同志社大学経済学部経済学卒業。
- 1997年3月 - 同志社大学商学研究科博士（博士後期）課程単位取得満期退学。

## 職歴
- 2007年 金沢大学経済学部経済学科准教授。

## 論文
- 事業再生と銀行(2)，金沢大学経済学部論集，24巻2号pp.207-240，(2004.3)，(単著)
- 事業再生と銀行(1)，金沢大学経済学部論集，24巻1号pp.267-301，(2003.11)，(単著)
- ケインズ経済学における「期待」，金沢大学経済学部論集，23巻2号pp.219-270，(2003.3)，(単著)
- 地域金融機関と企業再建，地域経済ニューズレター，62号pp.4-9，(2003.3)，(単著)